# Елисеев, Иван Григорьевич
Иван Григорьевич Елисеев (1903 — 1943) — советский военный деятель, полковник.

## Биография
На военной службе в РККА, едва исполнилось 15 лет. Во время Великой Отечественной войны начальник штаба 23-й стрелковой дивизии 47-й армии Воронежского фронта. Затем на той же должности в сформированной 218-й стрелковой дивизии. Участвовал в боях на Северном Кавказе, Кубани, и в Киевской наступательной операции. Погиб (вначале проходил по документам как пропавший без вести) 12 ноября 1943. Похоронен у памятника Вечной Славы на могиле Неизвестного солдата.

### Звания
- майор;
- полковник (1943).

### Награды
- орден Красной Звезды (26 августа 1943);
- орден Отечественной войны II степени (9 ноября 1943);
- медаль XX лет РККА.

## Семья
Жена — Ольга Петровна Елисеева, проживала в эвакуации в Тбилиси.